# Acne inversa

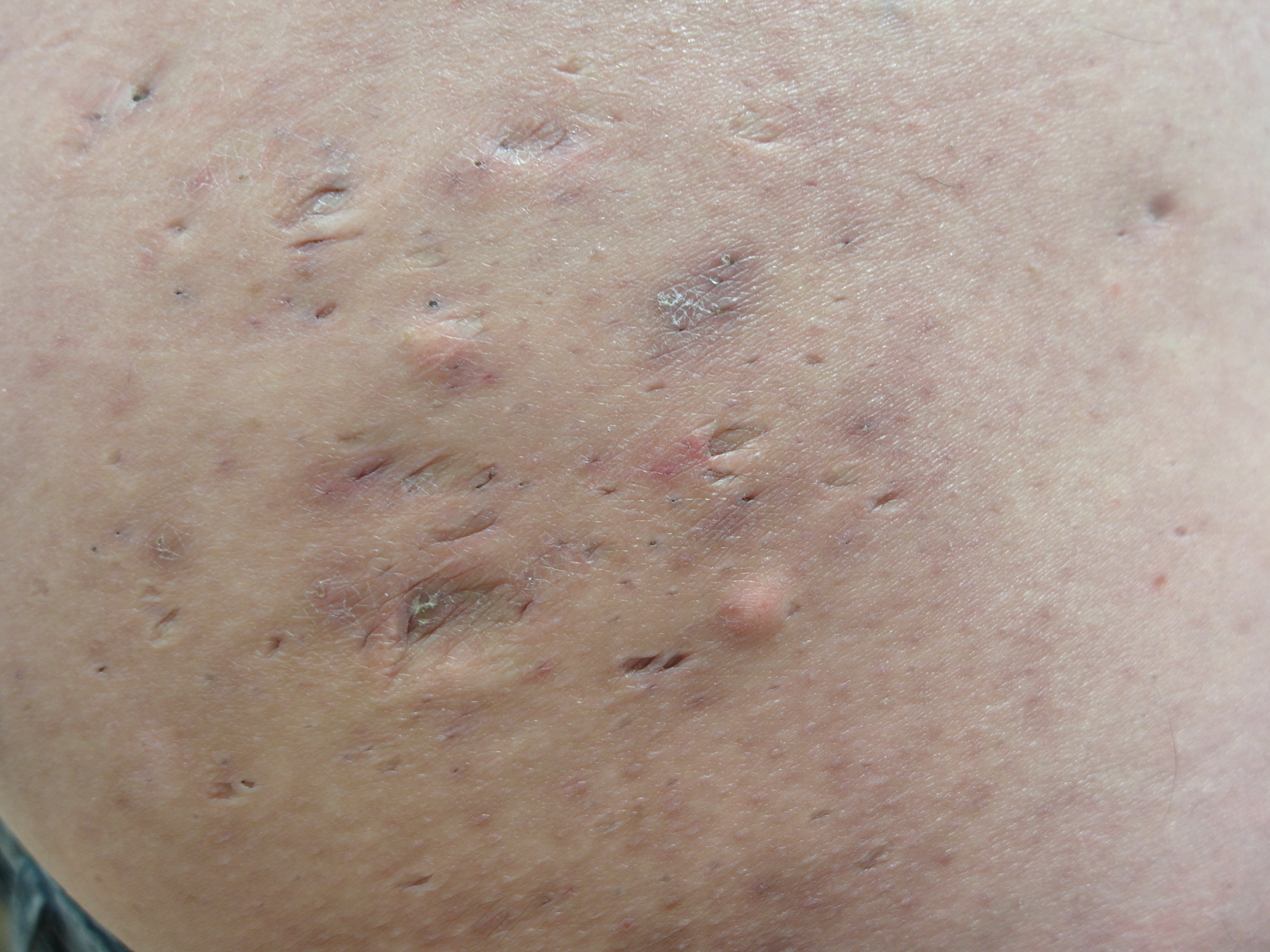
Acne inversa, Hurley-Stadium II

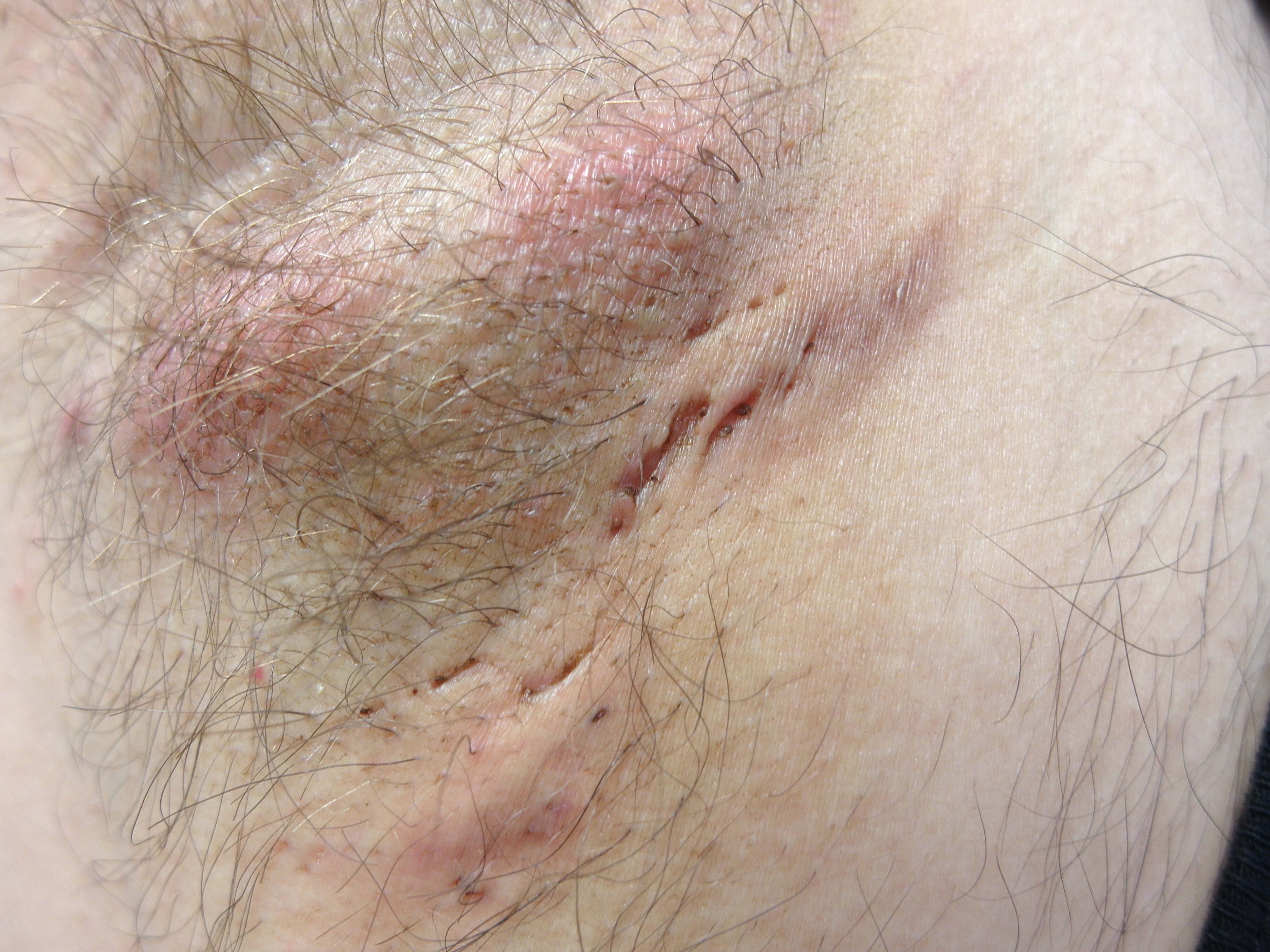
Acne inversa mit Abszess, Hurley-Stadium II

Acne inversa (auch Hidradenitis suppurativa) ist eine entzündliche Erkrankung der Haarfollikel, insbesondere in intertriginösen Hautarealen. Die Ursachen und die Krankheitsentstehung sind nicht abschließend erforscht. Die Therapie erfolgt abhängig vom Schweregrad mittels lokaler Maßnahmen, medikamentös oder durch chirurgische Intervention.

## Geschichte
Erstmals beschrieben wurde die Krankheit 1839 von Velpeau. 1854 veröffentlichte Verneuil, dass die Krankheit eine Entzündung der Schweißdrüsen sei. 70 Jahre später wurden die in der Achsel- und Perianal-Region angesiedelten apokrinen Schweißdrüsen als Ursache vermutet.
Daraufhin wurde unter anderem der Begriff Hidradenitis suppurativa eingeführt. Auch in vielen medizinischen Fachbüchern wird dieser Begriff synonym für die Erkrankung verwendet und ist noch heute unter der ICD-10-Bezeichnung zu finden, ein weiteres Synonym ist Schweißdrüsenabszess.
Später konnte nachgewiesen werden, dass diese Erkrankung nicht von der Schweißdrüse, sondern von der Talgdrüse und von der äußeren Wurzelscheide der Terminalhaarfollikel ausgeht. Die Entzündung der Schweißdrüsen erfolgt sekundär. Acne inversa ist damit keine Schweißdrüsenentzündung und der Begriff Hidradenitis irreführend (griechisch ἱδρώς hidrós Schweiß, Adenitis Drüsenentzündung).
Auf Grund dieser Erkenntnisse wurde 1989 durch Gerd Plewig und Michael Steger der Begriff Acne inversa eingeführt, der aber bis jetzt noch nicht in den ICD-10 aufgenommen ist.

## Epidemiologie
Acne inversa ist weltweit verbreitet. Man schätzt weltweit ca. 70 Millionen Erkrankte. Die Schätzungen in Deutschland belaufen sich auf zwischen 225.000 und 3,1 Millionen Betroffener, da die Dunkelziffer aufgrund falscher Diagnosestellung sehr hoch ist. Sie betrifft beide Geschlechter, wobei sie bei Männern häufiger perianal auftritt. Die Erstmanifestation kann von der Pubertät an bis ins hohe Alter erfolgen.
Personen mit endokrinen Erkrankungen sind häufiger von Acne inversa betroffen – und umgekehrt ist auch die Acne inversa bei bestimmten hormonellen und metabolischen Störungen häufiger. Speziell ein Diabetes mellitus wurde sowohl als ursächlicher Faktor, der zur Entwicklung oder Verschlechterung einer Acne inversa beiträgt, als auch als Folge der mit der Acne inversa einhergehenden Inflammation beschrieben.

## Pathogenese
Die Pathogenese der Acne inversa ist nicht vollständig geklärt. Im Gegensatz zu früheren Theorien, die die apokrinen Drüsen als Hauptverursacher ansahen, stehen Theorien um den Haarfollikel im Vordergrund. Follikelverschluss, Follikelruptur und eine damit verbundene Immunantwort scheinen wichtige Ereignisse bei der Entwicklung der klinischen Manifestationen der Acne Inversa zu sein.
Der follikuläre Verschluss ist das wahrscheinlichste Ereignis, das für die anfängliche Entwicklung von Acne-inversa-Läsionen verantwortlich ist. Dabei folgt einer gesteigerten Hornzellteilung (follikuläre Epithelhyperplasie) eine Verhornung und ein Verschluss des Follikels unterhalb des Infundibulums. Zu den möglichen beeinflussenden Faktoren gehören die Auswirkungen von Hormonen und Nikotin auf das Follikelepithel. Möglicherweise führt die Abwesenheit von Sauerstoff innerhalb des Follikelkanals, als Folge der Follikelepithelhyperplasie, zur Störung der normalen terminalen Differenzierung der Follikelkeratinozyten, was die Follikelverstopfung zur Folge hat.
Bleibt eine terminale Differenzierung der Keratinozyten aus, trennen diese sich nicht und der Follikelgang dehnt sich aus. Druck, Reibung oder Scherkräfte auf der Haut führen dann zum Austritt von geringen Molekülmengen immunsystemstimulierender Substanzen, was eine lokale Entzündung zur Folge hat (Perifollikulitis). Erfolgt in dieser Zeit keine Heilung des Follikelgangs, kann dieser rupturieren, was zur Freisetzung von größeren Mengen follikulären Inhalts (Keratinfragmente, Talgprodukte, Bakterien) führt und zur weiteren Aktivierung des Immunsystems und Entzündung. Im Laufe der Zeit entwickelt sich die anfängliche akute Entzündungsreaktion zu einer chronischen fremdkörperartigen, granulomatösen Entzündung.
Acne inversa und Morbus Crohn haben gemeinsame histologische Merkmale und es gibt einen gut belegten epidemiologischen Zusammenhang zwischen den beiden Erkrankungen. Darüber hinaus können die entzündlichen Prozesse beider Erkrankungen auf Anti-Tumornekrosefaktor-α-Therapien ansprechen. Das lässt den Rückschluss zu, dass eine Dysregulation des Immunsystems wahrscheinlich zur Ätiologie der Acne inversa beiträgt.
Endokrine Faktoren scheinen auch eine Rolle zu spielen. Insbesondere wurden Beziehungen zu männlichen Geschlechtshormonen, aber auch zu Diabetes mellitus und Schilddrüsenerkrankungen gefunden.

## Folgen und Komplikationen
Entzündliche Effloreszenzen, die im Rahmen der Acne inversa auftreten, sind in der Regel schmerzhaft. Bei größeren Entzündungen drohen zusätzlich Lymphknotenschwellungen, Kopfschmerz und Fieber. Nach entzündungsbedingter Zerstörung von Blutgefäßen kann es zu Einblutungen kommen. Falls Bakterien in die Blutgefäße der Unterhaut gelangen, besteht die Gefahr einer Sepsis mit hoher Letalität.
Bei schweren Formen der Acne inversa ist das Risiko eines Diabetes mellitus deutlich erhöht. An Acne inversa Erkrankte haben eine verminderte Insulinsensitivität (SPINA-GR), die, wenn sie nicht durch eine gesteigerte Betazellfunktion kompensiert wird, zu einem Prädiabetes oder dem Vollbild eines Diabetes mellitus führen kann. Eine Behandlung der Acne inversa kann in manchen Fällen auch zu einer Ausheilung oder zumindest Verbesserung des Diabetes führen.
Als nicht selten chronisch-rezidivierende (langandauernde und wiederkehrende) Erkrankung kann die Acne inversa auch eine erhebliche psychische Belastung für den Betroffenen darstellen. Die entzündlichen Hautveränderungen und Vernarbungen werden als stigmatisierend empfunden.

## Einteilung in Stadien nach Hurley
Dies ist historisch die erste Einteilung. Sie ist aktuell immer noch in Gebrauch (z. B. bei Psoriasis, Acne inversa, Akne). Hurley unterteilt Patienten in drei unterschiedliche Stadien. Diese Aufteilung wurde in der Vergangenheit auch zu klinischen Studien genutzt und sie ist immer noch hilfreich bei der Behandlung der Erkrankung.
| Stadium | Charakteristika                                                                        |
| ------- | -------------------------------------------------------------------------------------- |
| I       | Einzelne oder mehrere abgegrenzte Abszesse. Keine Fisteln.                             |
| II      | Ein oder mehrere weit auseinander liegende Abszesse mit Fistelgängen und Narbenbildung |
| III     | Flächiger Befall mit Abszessen, Fistelgängen und Narbenzügen                           |

## Therapie
Die Behandlung der Acne inversa sollte anhand entsprechender Leitlinien erfolgen. Aktuell bestehen sowohl eine deutsche als auch eine europäische Leitlinie. Die Therapie erfolgt abhängig vom Schweregrad mittels lokaler Maßnahmen, medikamentös oder durch chirurgische Intervention.
Leichte Formen einer Acne inversa können mit Diclofenac- oder clindamycinhaltigen Cremes oder Lösungen behandelt werden.
Für mittelschwere bis schwere Formen kommen medikamentöse Therapien in Frage. Neben einer langfristigen Therapie mit Clindamycin, Rifampicin oder dem Tetracyclin Doxycyclin, die in diesem Fall nicht als Antibiotika, sondern auf Grund ihrer antientzündlichen Wirkung eingesetzt werden, ist ein gutes Ansprechen der Erkrankung auf eine Therapie mit dem TNF-α-Inhibitor Adalimumab beschrieben. Es ist nach zur Therapie der mittelschweren bis schweren Acne inversa bei Erwachsenen indiziert. Die langfristige Wirksamkeit (länger als 12 Wochen), die gerade für chronische Patienten mit Acne inversa entscheidend ist, wurde noch nicht klinisch getestet. Adalimumab wies in der Gesamtbewertung der EMA (European Medicines Agency) 2003 deutliche Nebenwirkungen auf.
Seit Anfang 2017 ist zusätzlich eine physikalische Kombinationstherapie aus Licht und Radiofrequenz („LAight“) zur Behandlung aller Schweregrade in der EU zugelassen welche auch im Innovations-Fonds geförderten Projekt EsmAiL (Evaluation eines strukturierten und leitlinienbasierten multimodalen Versorgungskonzepts für Menschen mit Akne Inversa) zur Anwendung kommt.
Im Mai 2023 erhielt Secukinumab, ein Interleukin-17-Inhibitor, ebenfalls die Zulassung für die Behandlung erwachsener Patienten mit mittelschwerer bis schwerer aktiver Acne inversa, die auf eine konventionelle systemische Therapie unzureichend angesprochen haben. Für Erwachsene mit mittelschwerer bis schwerer aktiver Acne inversa, die auf eine systemische Therapie mit Clindamycin und Rifampicin unzureichend angesprochen haben, steht ferner seit 2024 Bimekizumab zur Verfügung. Es zählt ebenfalls zu den IL17-Inhibitoren. 
In zweiter oder dritter Linie kommen darüber hinaus Cortikosteroide, Retinoide wie Isotretinoin, Colchicin oder Dapson in Frage, wobei die Literaturlage zu diesen Therapien nur eine schwache Empfehlung zulässt.
Bei nicht ausreichendem Ansprechen auf medikamentöse Therapie und ausgeprägtem Befund stellt die großflächige operative Versorgung mit Teilverschluss der Wunden oder offener, sekundärer Wundheilung eine weitere mögliche Therapie dar. Kleinere Befunde können durch oberflächliche Abdeckelung von entzündlichen Knoten, das so genannte Deroofing, behandelt werden. Daneben wurde in kleineren klinischen Studien über Erfolge mit ablativen und nicht-ablativen Lasermethoden berichtet.

## Sozialrechtliche Bewertung
Acne inversa kann in Deutschland sozialrechtlich als Behinderung anerkannt werden. Die Einstufung erfolgt auf Antrag durch das Versorgungsamt gemäß folgender gutachterlicher Anhaltspunkte:
- „auf die Prädilektionsstellen begrenzte häufige Abszess- und Fistelbildungen und lokalisationsbedingte Beeinträchtigungen, schwerste Formen“ → Grad der Behinderung: 30 bis 40 (Die Vergleichsskala reicht von 20 bis 100.)
- „rezidivierende eitrige, vernarbende axilläringuinale und nuchale Abszesse (Acne triade) und gegebenenfalls zusätzliche Beteiligung des Pilonidalsinus (Acne tetrade)“ → Grad der Behinderung: 50 bis 100

## Differentialdiagnose
Acne inversa kann mit einer Schwellung der Lymphknoten verwechselt werden. Diese kann auch auf andere Infektionen hindeuten.

### Leitlinie
- S2k-Leitlinie Therapie der Hidradenitis suppurativa / Acne inversa der Deutschen Dermatologischen Gesellschaft. In: AWMF online (Stand 2024)

### Fachpublikationen
- Wei-Wen Yu et al.: Skin immune-mesenchymal interplay within tertiary lymphoid structures promotes autoimmune pathogenesis in hidradenitis suppurativa. In: Immunity. Band 57, Nr. 12, 10. Dezember 2024, S. 2827–2842.e5, doi:10.1016/j.immuni.2024.11.010, PMID 39662091 (englisch).
- Shumeng Xue, Yanyan He, Lu Pei, Haoxiang Xu: Progress of Biologics and Small Molecule Drugs in the Treatment of Hidradenitis Suppurativa. In: The Journal of Dermatology. 23. Juli 2025, ISSN 1346-8138, doi:10.1111/1346-8138.17874, PMID 40698757 (nih.gov [abgerufen am 7. August 2025]).
- John W. Frew: Unravelling the complex pathogenesis of hidradenitis suppurativa. In: The British Journal of Dermatology. Band 192, Supplement_1, 3. Februar 2025, S. i3–i14, doi:10.1093/bjd/ljae238, PMID 39895594 (englisch).